# Картер, Саша
Са́ша Ка́ртер (англ. Sasha Carter; урождённая Са́ша Бе́ргнер, англ. Sasha Bergner; 20 июля 1974, Эшерн, англ. en:Ashern, Manitoba, Манитоба, Канада) — канадская кёрлингистка.
Играет на позиции второго.
Чемпион мира (2007), бронзовый призёр чемпионата мира (2006). Двукратный чемпион Канады (2006, 2007). Чемпион мира среди юниоров (1995).

## Команды
| Сезон   | Четвёртый       | Третий              | Второй        | Первый          | Запасной                           | Турниры                       |
| ------- | --------------- | ------------------- | ------------- | --------------- | ---------------------------------- | ----------------------------- |
| 1994—95 | Келли Маккензи  | Joanne Fillion      | Саша Бергнер  | Carlene Muth    | Cara Walz (ЧМЮ)                    | ЧКЮ 1995 · ЧМЮ 1995           |
| 2002—03 | Келли Скотт     | Джина Шредер        | Саша Бергнер  | Рене Симмонс    |                                    | КК 2003 (4 место)             |
| 2003—04 | Келли Скотт     | Джина Шредер        | Саша Бергнер  | Рене Симмонс    |                                    | КК 2004                       |
| 2004—05 | Келли Скотт     | Мишель Аллен        | Саша Картер   | Рене Симмонс    | Шерил Нобл тренер: Джерри Ричард   | ЧК 2005                       |
| 2005—06 | Келли Скотт     | Джина Шредер        | Саша Картер   | Рене Симмонс    | Мишель Аллен                       | КООК 2005 · ЧК 2006 · ЧМ 2006 |
| 2006—07 | Келли Скотт     | Джина Шредер        | Саша Картер   | Рене Симмонс    |                                    | ЧК 2007 · ЧМ 2007             |
| 2007—08 | Келли Скотт     | Джина Шредер        | Саша Картер   | Рене Симмонс    | Мишель Аллен                       | ЧК 2008 (8 место)             |
| 2008—09 | Келли Скотт     | Джина Шредер        | Саша Картер   | Рене Симмонс    | Мишель Аллен                       | КООК 2009 (8 место)           |
| 2009—10 | Келли Скотт     | Джина Шредер        | Саша Картер   | Джеки Армстронг |                                    | ЧК 2010 (4 место)             |
| 2010—11 | Келли Скотт     | Джина Шредер        | Саша Картер   | Джеки Армстронг |                                    | ЧК 2011 (5 место)             |
| 2011—12 | Келли Скотт     | Дайлин Сивертсон    | Саша Картер   | Джеки Армстронг | Джина Шредер                       | ЧК 2012                       |
| 2012—13 | Келли Скотт     | Джина Шредер        | Саша Картер   | Сара Уозни      | Джеки Армстронг                    | ЧК 2013                       |
| 2013—14 | Келли Скотт     | Джина Шредер        | Саша Картер   | Сара Уозни      |                                    |                               |
| 2014—15 | Эмбер Холланд   | Кэти Овертон-Клэпем | Саша Картер   | Челси Мэтсон    |                                    |                               |
| 2015—16 | Karla Thompson  | Kristen Recksiedler | Tracey Lavery | Trysta Vandale  | Саша Картер                        | ЧК 2016 (11 место)            |
| 2021—22 | Мэри-Энн Арсено | Джина Шредер        | Саша Картер   | Рене Симмонс    | Morgan Muise тренер: Джерри Ричард | ЧК 2022 (15 место)            |

(скипы выделены полужирным шрифтом)

## Личная жизнь
Окончила университет Манитобы.
Работает специалистом по корпоративным продажам (англ. corporate sales associated) в компании Prestige Hotels and Resorts.
Замужем. Муж Грег Картер (англ. Greg Carter). У них двое cыновей: Ивен (англ. Evan, род. 2008) и Захари (англ. Zachary, род. 2009).